# نونو آندره کوئیلو
نونو آندره دا سیلوا کوئیلو (انگلیسی: Nuno André Coelho؛ زادهٔ ۷ ژانویهٔ ۱۹۸۶) بازیکن فوتبال اهل پرتغال است.
از باشگاه‌هایی که در آن بازی کرده‌است می‌توان به باشگاه فوتبال اسپورتینگ کانزاس‌سیتی، باشگاه فوتبال استاندارد لیژ، باشگاه فوتبال پورتو بی، باشگاه ورزشی براگا، باشگاه فوتبال اسپورتینگ، باشگاه فوتبال بالیکسیراسپور، باشگاه ورزشی پورتیموننزه، باشگاه فوتبال پورتو، باشگاه فوتبال استرلا دا آمادورا، و باشگاه فوتبال مایا اشاره کرد.
وی همچنین در تیم‌های ملی فوتبال زیر ۲۰ سال پرتغال، زیر ۲۱ سال پرتغال، زیر ۲۳ سال پرتغال و تیم ملی فوتبال ب پرتغال بازی کرده‌است.